# Kokeltal

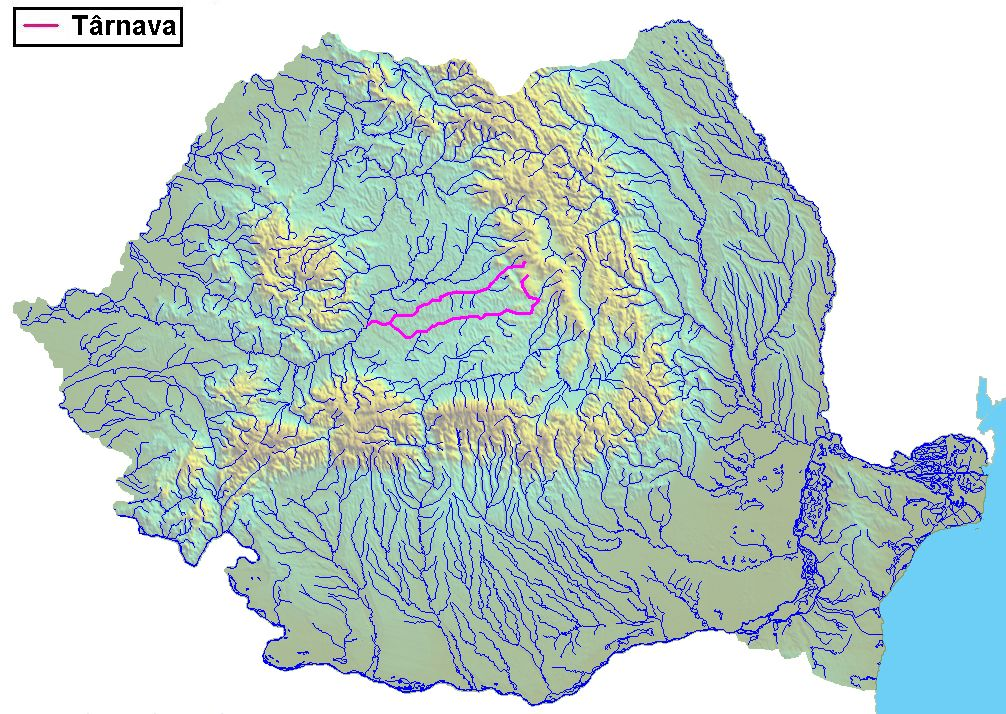
Das Kokeltal in Siebenbürgen, Rumänien

Das Kokeltal (rumänisch Podișul Târnavelor, ungarisch Küküllőmenti-dombvidék) ist eine hügelige Landschaft in der Mitte von Siebenbürgen in Rumänien. In ihr liegt das größte Weinbaugebiet Siebenbürgens (Podgoria Târnavelor). Von dort kommt auch der Wein von Jidvei (Seiden).
Seinen Namen hat das Tal von den Flüssen Târnava Mică (Kleine Kokel) und Târnava Mare (Große Kokel), die sich bei Blaj (Blasendorf) zur Târnava (Kokel) vereinigen und bei Mihalț (Michelsdorf) in den Mureș (Mieresch) münden. Die Große Kokel ist mit 246 Kilometern der längste Nebenfluss des Mieresch.

## Wichtigste Städte
Die wichtigsten Städte im Kokeltal sind die in der zweiten Hälfte des 12. Jahrhunderts von deutschen Einwanderern (Siebenbürger Sachsen) gegründeten Sighișoara (Schäßburg) und Mediaș (Mediasch) an der Großen Kokel, sowie Târnăveni an der Kleinen Kokel und Blaj am Zusammenfluss der beiden Kokeln.

## Kirchenburgen
Das Kokeltal ist bekannt durch und für seine Kirchenburgen. Beispiele dafür sind Biertan (Birthälm), Ațel (Hetzeldorf), Dupuș (Tobsdorf), Brateiu (Pretai), Moșna (Meschen) und Valea Viilor (Wurmloch).